# Chiesa della Natività di Maria Vergine (Borzonasca)
La chiesa della Natività di Maria Vergine è un luogo di culto cattolico situato nella località di Vallepiana nel comune di Borzonasca, nella città metropolitana di Genova.

## Storia e descrizione
Le prime notizie storiche sulla chiesa di Vallepiana risalgono all'XI secolo quando i conti Fieschi di Lavagna, assoggettata tra i loro domini feudali anche la valle Sturla, ne smembrarono una parte dei beni dei monaci Benedettini.
Internamente la chiesa presenta un impianto ad unica navata con presbiterio. La pavimentazione è costituita da piastrelle bianche e nere disposte a scacchiera. Tra la fine dell'Ottocento e l'inizio del Novecento, se pur non documentati, l'edificio subì interventi alla struttura.
La facciata si presenta con linee architettoniche semplici e delimitata da lesene binate in pietra locale, con sovrastante timpano modanato.
L'edificio, ubicato su un piccolo piano erboso al di sotto l'abitato, si trova lungo il sentiero per la chiesa di San Martino di Licciorno.